# Angitia albicauda
Angitia albicauda là một loài bướm đêm trong họ Noctuidae.